# Тамбакунда
Тамбаку́нда (фр. Tambacounda) — місто на сході Сенегалу, адміністративний центр області Тамбакунда.

## Географія
Місто знаходиться за 400 км на південний схід від Дакару, на висоті 61 м над рівнем моря. Розташовується в малонаселеному районі тропічної савани в східній частині країни. Як і в більшості країн Західної Африки, клімат має два чітко виражених сезони. Сезон дощів триває з червня по жовтень та характеризується високою температурою, вологістю і бурями. Сухий сезон триває з листопада по травень.

### Клімат
Місто знаходиться у зоні, котра характеризується кліматом тропічних саван. Найтепліший місяць — квітень із середньою температурою 33.3 °C (92 °F). Найхолодніший місяць — січень, із середньою температурою 26.1 °С (79 °F).
| Клімат Тамбакунди       | Клімат Тамбакунди | Клімат Тамбакунди | Клімат Тамбакунди | Клімат Тамбакунди | Клімат Тамбакунди | Клімат Тамбакунди | Клімат Тамбакунди | Клімат Тамбакунди | Клімат Тамбакунди | Клімат Тамбакунди | Клімат Тамбакунди | Клімат Тамбакунди | Клімат Тамбакунди |
| Показник                | Січ.              | Лют.              | Бер.              | Квіт.             | Трав.             | Черв.             | Лип.              | Серп.             | Вер.              | Жовт.             | Лист.             | Груд.             | Рік               |
| Абсолютний максимум, °C | 40                | 41                | 42                | 43                | 43                | 42                | 37                | 37                | 42                | 41                | 41                | 39                | 43                |
| Середній максимум, °C   | 32                | 35                | 37                | 39                | 38                | 35                | 31                | 31                | 31                | 34                | 35                | 32                | 34                |
| Середня температура, °C | 26                | 28                | 31                | 33                | 33                | 31                | 28                | 27                | 27                | 28                | 28                | 26                | 29                |
| Середній мінімум, °C    | 20                | 21                | 24                | 26                | 27                | 26                | 24                | 23                | 23                | 23                | 20                | 18                | 23                |
| Абсолютний мінімум, °C  | 12                | 12                | 16                | 16                | 17                | 20                | 19                | 16                | 19                | 17                | 11                | 12                | 11                |
| Днів з опадами          | 1                 | 1                 | 1                 | 1                 | 2                 | 8                 | 12                | 13                | 11                | 4                 | 1                 | 1                 | 56                |
| ----------------------- | ----------------- | ----------------- | ----------------- | ----------------- | ----------------- | ----------------- | ----------------- | ----------------- | ----------------- | ----------------- | ----------------- | ----------------- | ----------------- |
| Джерело: Weatherbase    |                   |                   |                   |                   |                   |                   |                   |                   |                   |                   |                   |                   |                   |

## Історія
Тамбакунда була заснована французькими колонізаторами на місці поселення мандінка і волоф. З будівництвом залізниці почалося більш інтенсивне вирощування зерна й бавовни, пошук орних земель. Французькі колонізатори зробили місто великим транспортним вузлом; було побудовано багато будівель, в тому числі залізничні станції, які зберігають колоніальний колорит.

## Населення
За даними на 2013 рік чисельність населення міста становило 93 081 осіб.
 Динаміка чисельності населення міста за роками: 
| 1988   | 1 997  | 2001   | 2002   | 2013   |
| ------ | ------ | ------ | ------ | ------ |
| 41 885 | 56 173 | 69 574 | 67 543 | 93 081 |

## Культура
Місто і область Тамбакунда славляться своїми джембе і танцювальною культурою. Найбільші майстри джембе прийшли сюди з Сегу в середині 1900-х років і принесли з собою всю історію, знання і секрети техніки джембе. Серед відомих музикантів з Тамбакунди можна відзначити барабанщика Абдулайе Діакіте. Як і в інших районах країни, значна частина населення міста — мусульмани; 1,8 % населення сповідують католицизм.

## Транспорт
Через місто проходять автомобільні дороги N1 і N7. Є аеропорт.

## Міста-побратими
- Бонді
- Ла-Рош-сюр-Іон